# ジェシー・スティーヴンソン・コヴァレンコ・メダル
ジェシー・スティーヴンソン・コヴァレンコ・メダル（Jessie Stevenson Kovalenko Medal）は、米国科学アカデミーが授与する医学の賞。1952年に設立され、現在は隔年で施賞されている。25,000ドルの賞金に加え、50,000ドルの研究費が授与される。

## 受賞者
- 1952年 Alfred N. Richards
- 1955年 ペイトン・ラウス
- 1958年 Ernest W. Goodpasture
- 1959年 Eugene L. Opie
- 1961年 Karl F. Meyer
- 1962年 ジョージ・H・ウィップル
- 1966年 Rufus Cole
- 1967年 カール・ポール・リンク
- 1970年 Thomas Francis, Jr.
- 1973年 Seymour S. Kety
- 1976年 Julius H. Comroe
- 1979年 Henry G. Kunkel
- 1985年 Oscar D. Ratnoff
- 1988年 マクリン・マッカーティ
- 1991年 Roscoe O. Brady
- 1994年 ドナルド・メトカーフ
- 1998年 Hugh McDevitt
- 2001年 ロバート・レフコウィッツ
- 2004年 Irving L. Weissman
- 2007年 ジェフリー・フリードマン
- 2010年 ジャネット・ラウリー
- 2013年 ステュアート・オーキン
- 2016年 フーダ・ゾービ
- 2018年 ジェームズ・P・アリソン
- 2020年 バート・フォーゲルシュタイン
- 2022年 カリコー・カタリン、ドリュー・ワイスマン
- 2024年 ルスラン・メジトフ

## 参照
- Jessie Stevenson Kovalenko Medal